# Via Mala (film, 1945)
Pour les articles homonymes, voir Via Mala (homonymie).
Pour plus de détails, voir Fiche technique et Distribution.
Via Mala est un film allemand réalisé par Josef von Báky sorti en 1945.
Il s'agit d'une adaptation du roman de l'écrivain suisse John Knittel.

## Synopsis
Le meunier Jonas Lauretz, qui vit dans une région montagneuse reculée, est un véritable tyran : il intimide constamment sa famille. Dès qu'il boit trop, personne n'est à l'abri de ses excès. Plus d'une fois, il frappe sa femme et ses enfants. Également, le serviteur Jöry est handicapé à force de coups reçus, et on le croit infirme de naissance. De plus, Kuni, la bonne, est sa maîtresse au vu et au si de tous.
Au fil des ans, la peur s'est transformée en haine sans bornes dans la famille. Une fois de plus, le fils Nikolaus a été envoyé dans la vallée pour acheter du schnaps pour le vieil homme. Mais sur le chemin du retour, il tombe dans la gorge glacée et la bouteille se brise. Nicolas n'ose donc plus rentrer à la maison, même si Silvelie, le petit garçon, qui vient vers lui, promet de parler aux deux pères pour éviter le pire. Mais ça n'aide pas : en plus d'être en colère, Lauretz bat le fils à moitié gelé jusqu'à quasiment la mort avec le fouet… Comme il est désormais sans alcool, le brutal tyran entreprend de faire halte à l'auberge de Bündner.
Silvelie est la seule de la famille à avoir un salaire, elle a trouvé un emploi chez Bündner, qui l'aime. Elle implore l'exploitant de la taverne de ne pas verser d'alcool à son père, car il deviendrait encore plus imprévisible. Bündner adhère à la demande de Silvelie, et elle doit endurer toute la colère de son père qui la frappe avec colère. Un médecin appelé par Bündner soigne la jeune fille battue. Pendant ce temps, le vieux Lauretz repart. Mais il n'arrive jamais à la maison. Le soupçon surgit rapidement qu'un membre de la famille aurait pu assassiner le terrible patriarche. Très probablement, Silvelie aurait une raison à cela. Sa disparition est une bénédiction pour tout le monde dans la famille, personne ne pleure une larme après le vieil homme. Après le décès de l'ancien huissier chargé de l'enquête lors d'un interrogatoire, aucune enquête supplémentaire n'est menée pour l'instant.
On se soupçonne et on ne sait pas si le chef bestial de la famille ne sera plus un jour à la porte. Lorsque le nouvel huissier von Richenau arrive au village, le dossier est rouvert. Il apprend toute la vérité sur le vieil homme de la famille Lauretz et, au passage, tombe amoureux de Silvelie. Alors qu'il enquête toujours, le jeune couple se marie. Lorsque Richenau exprime son soupçon devant la famille que la jeune mariée a tué le vieil homme, tout le monde commence à parler et à dire ce qu'ils savent. Enfin, Bündner mène Silvelie et Richenau au pont sur la rivière déchaînée et admet que Lauretz y est tombé dans les profondeurs. Puis il saute lui-même dans l'abîme.

## Fiche technique
- Titre : Via Mala
- Réalisation : Josef von Báky
- Scénario : Thea von Harbou
- Musique : Georg Haentzschel
- Direction artistique : German Herbricht, Walter Röhrig
- Costumes : Manon Hahn
- Photographie : Carl Hoffmann, Werner Krien
- Son : Werner Pohl (de)
- Montage : Wolfgang Becker
- Production : Eberhard Schmidt (de)
- Sociétés de production : UFA
- Sociétés de distribution : Sovexport-Film
- Pays d'origine :  Reich allemand
- Langue : allemand
- Format : Noir et blanc - 1,37:1 - Mono - 35 mm
- Genre : Drame
- Durée : 108 minutes pour la version originale de 1945, 93 minutes pour la version censurée par les Alliés en 1948
- Dates de sortie :
  -  Reich allemand : 7 avril 1945.
  -  Allemagne de l'Ouest : 16 janvier 1948.
  -  Autriche : 1er septembre 1950.
  -  Finlande : 4 avril 1952.
  -  France : 30 juillet 1953[1].

## Distribution
- Carl Wery : Jonas Lauretz
- Karin Hardt : Silvelie Lauretz, sa fille
- Hilde Körber : Hanna Lauretz, sa fille
- Hildegard Grethe : l'épouse de Jonas Lauretz
- Malte Jäger : Nikolaus Lauretz, son fils
- Viktor Staal (de) : Andreas von Richenau
- Renate Mannhardt : Kuni, la bonne
- Karl Hellmer : Jöry, le serviteur de Lauretz
- Carl Kuhlmann : Lukas Bündner, l'aubergiste
- Albert Florath : l'huissier
- Ludwig Linkmann : le greffier
- Georg Vogelsang (de) : Lechner
- Walter Werner (de) : le médecin du village
- Ferdinand Asper (de) : un premier client de l'auberge
- Franz Lichtenauer (de) : un deuxième client de l'auberge
- Klaus Pohl : un troisième client de l'auberge
- F. W. Schröder-Schrom : un quatrième client de l'auberge

## Production
La décision d'adapter le roman de Knittel remonte à 1941. À ce moment-là, UFA acquiert les droits pour 75 000 Reichmarks pour une période de dix ans. Il s'agira de la première adaptation du livre. Dans la distribution initiale, la liste des acteurs comprend Luise Ullrich, Karl Ludwig Diehl, Marianne Hoppe et Werner Hinz.
Via Mala est filmé du 12 juillet 1943 au 6 novembre 1943. Des reprises ont lieu en juin et juillet 1944. Les prises de vue extérieures sont réalisées dans les Alpes, à Mayrhofen et à proximité. Les enregistrements en studio sont réalisés dans le studio Froelich à Berlin-Tempelhof et dans l'Ufastadt Babelsberg.
À la fin du tournage en 1944, il ne semble y avoir aucun obstacle à la sortie du film. Dans une lettre du 9 mars 1945, le Reichsfilmintendant (de) Hans Hinkel a vu le film et prévoit la sortie.  Dix jours plus tard,  c'est tout le contraire : « Via Mala n'est autorisé que pour les pays étrangers. » La raison de l'interdiction est basée sur le fait que le ministre de la Propagande, Joseph Goebbels, considère le roman de Knittel est trop sombre en ces temps difficiles de manière, d'autant plus que le divertissement positif et optimiste pour distraire le peuple allemand de la vie quotidienne de plus en plus difficile de la guerre a la plus haute priorité.
En raison des nombreux retards (exigences de montage, nouvelles prises) et de l'interdiction de Goebbels, le film n'est montré à un large public qu'après la Seconde Guerre mondiale. Cependant, il y avait déjà eu une représentation pour les habitants de Mayrhofen le 9 avril 1945. En novembre 1946, la première officielle a lieu dans la patrie de Knittel, en Suisse , à Zurich. Après l'approbation du film par les censeurs militaires soviétiques fin 1947, la première officielle allemande a lieu le 16 janvier 1948. En République fédérale d'Allemagne, Via Mala débute à Munich le 9 juin 1950 et à Berlin-Ouest le 17 octobre 1950.

## Galerie

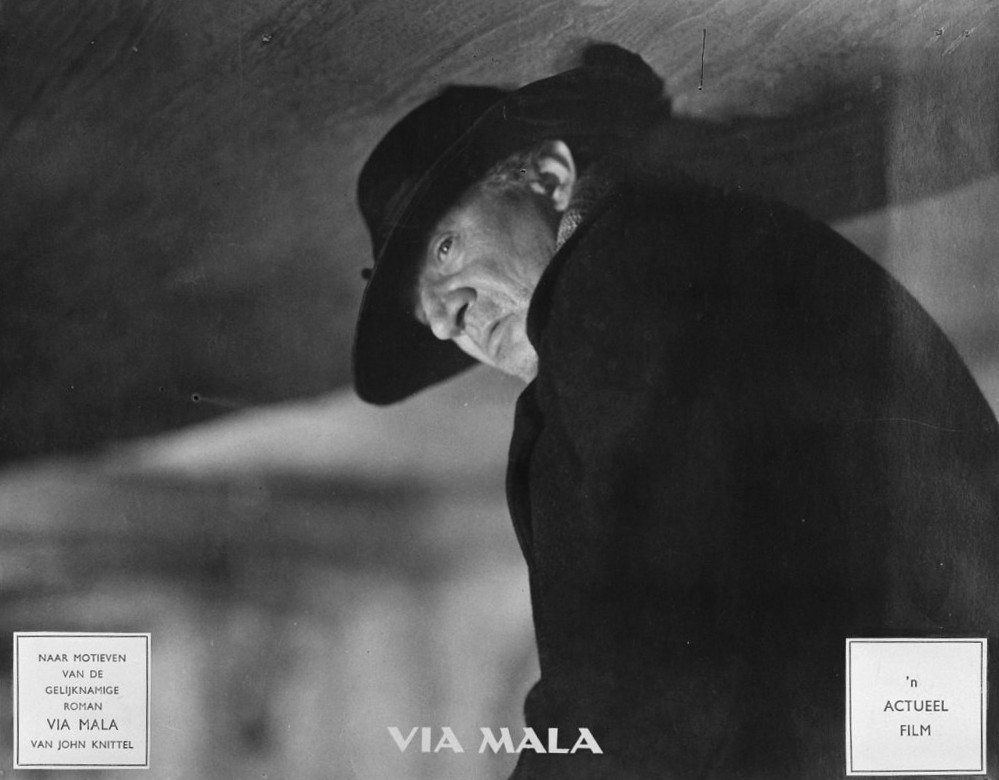
Carl Wery
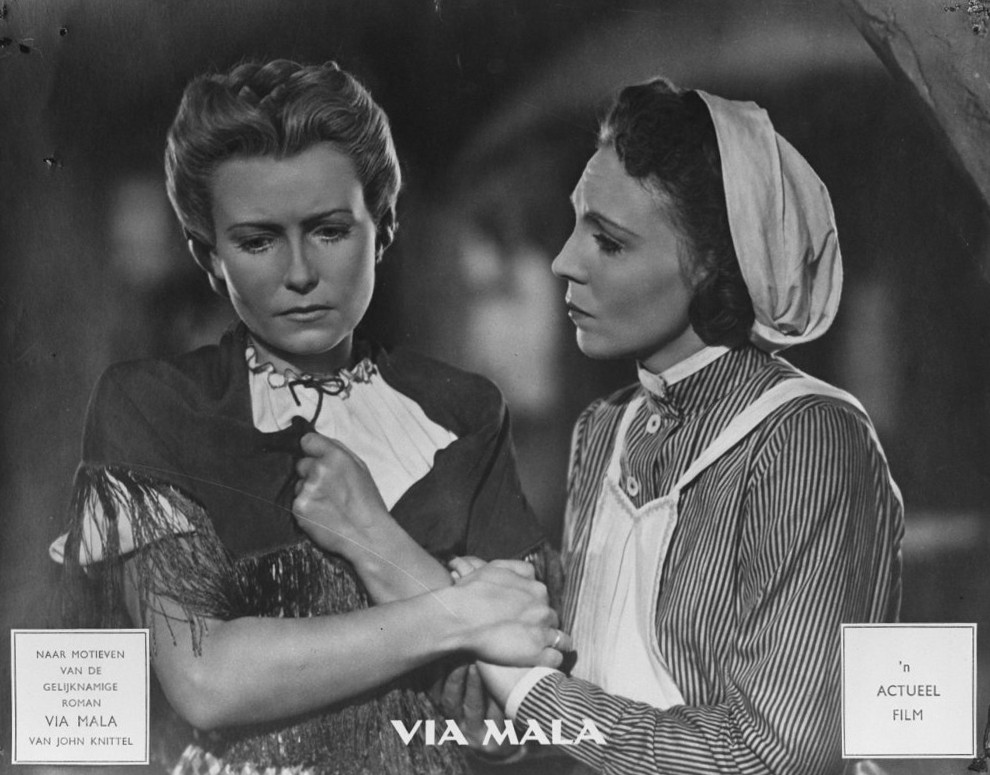
Karin Hardt et Hilde Körber
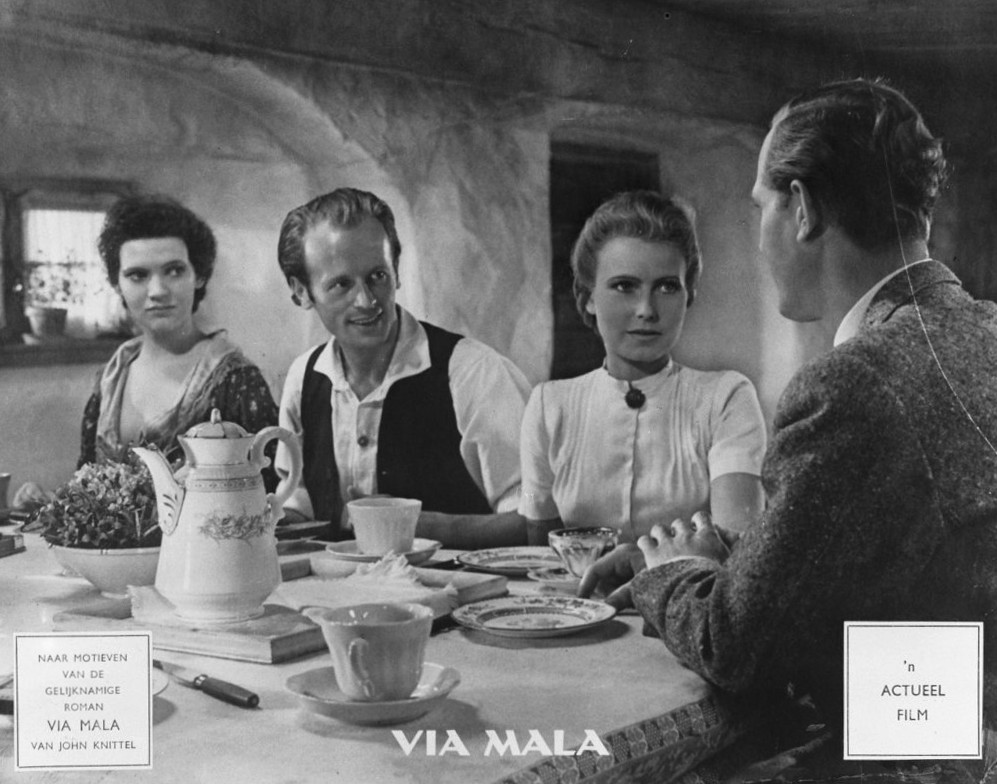
Renate Mannhardt, Malte Jaeger, Karin Hardt et Viktor Staal
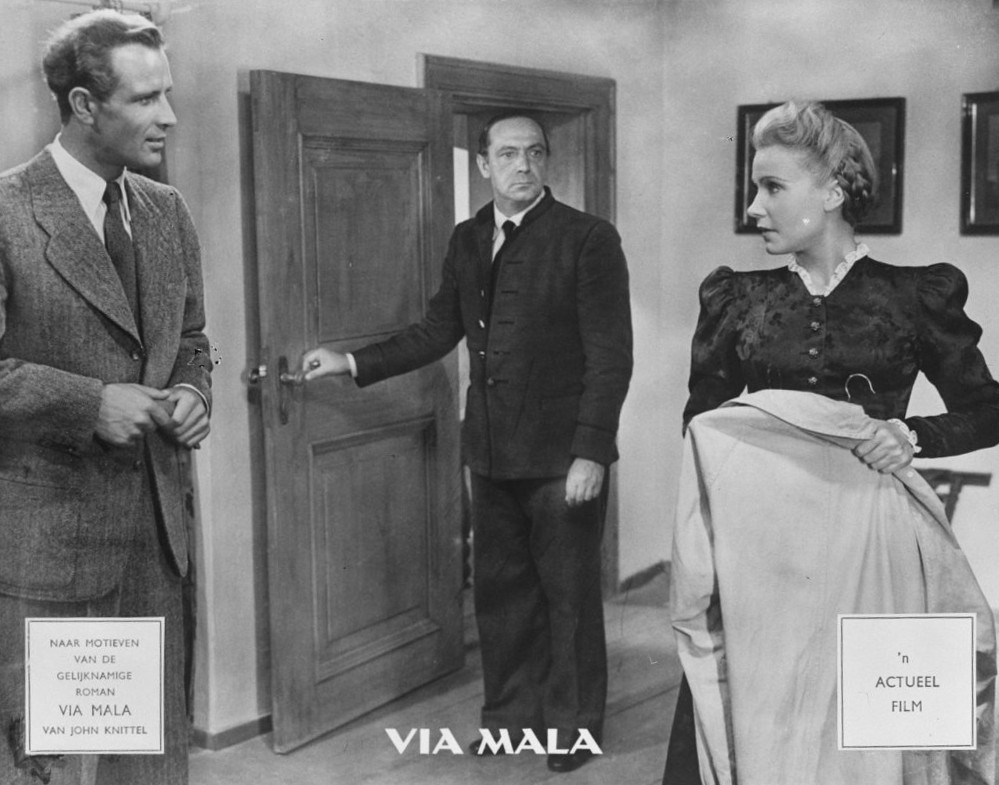
Viktor Staal, Carl Kuhlmann et Karin Hardt
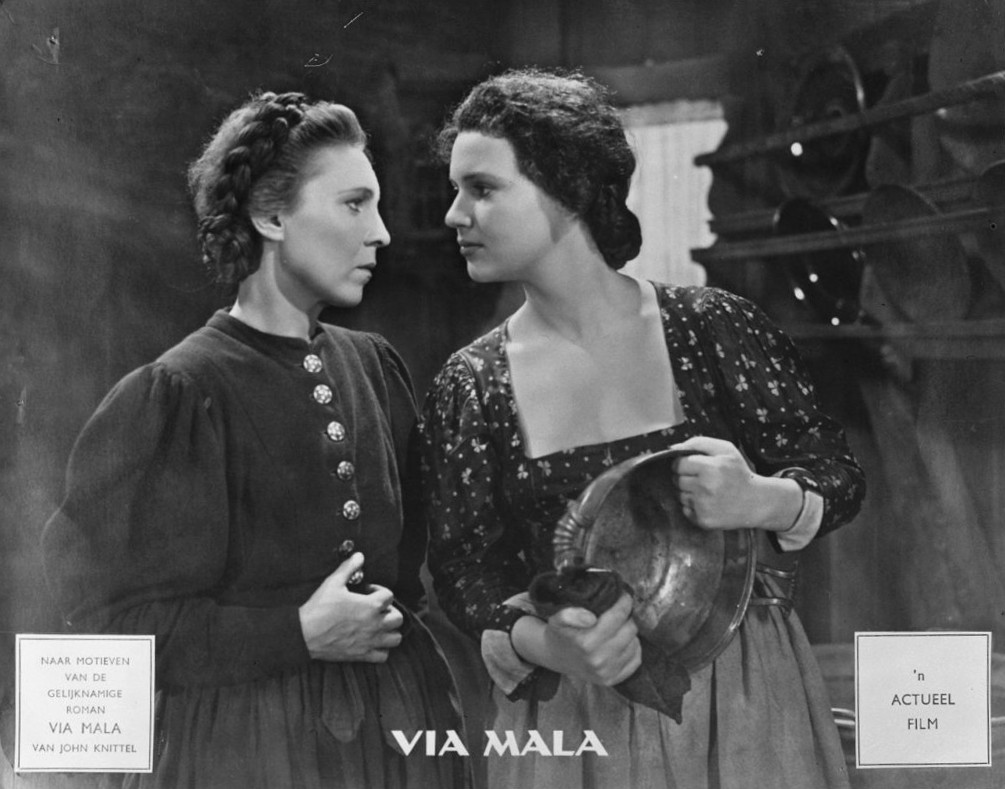
Hilde Körber et Renate Mannhardt